# ریکاکو ایکی
ریکاکو ایکی ({{nihongo|Rikako Ikee|池江璃花子|Ikee Rikako|‎/ˈriːkəkoʊ ɪˈkeɪ/‎, ژاپنی: [ikee ɾiꜜkako]؛ زادهٔ ۴ ژوئیهٔ ۲۰۰۰) شناگر اهل ژاپن است.
وی در مسابقات کشوری و بین‌المللی در مجموع برندهٔ ۱۶ مدال طلا، ۹ مدال نقره، ۸ مدال برنز شده‌است.
ایکی، که در سال ۲۰۱۹ به سرطان خون مبتلا شده بود، دوباره سلامت خود را به دست آورده و با قهرمانی در ۱۰۰ متر پروانه سهمیه حضور در المپیک توکیو را بدست آورده‌است. ایکی با زمان ۵۷/۷۷ ثانیه قهرمان شنای پروانه شد و به این ترتیب برای کشورش در مسابقات چهار در صد متر مختلط امدادی المپیک مسابقه خواهد داد. ریکاکو ایکی ده ماه در بیمارستان بستری بود و از ماه مارس ۲۰۲۰ دوباره تمریناتش را شروع کرد. او در اولین گام از بازگشت خود، فوریه ۲۰۲۱ قهرمان ۵۰ متر پروانه مسابقات آزاد ژاپن شد اما گفت فکر نمی‌کند بتواند در المپیک توکیو حاضر شود. ایکی با زمان ۵۷/۱۰ ثانیه نتوانست سهمیه حضور در بخش انفرادی شنای پروانه المپیک را بدست آورد. با این حال او در صورت موفقیت در ادامه رقابت‌های انتخابی المپیک که این هفته در ژاپن برگزارمی‌شود، بخت به دست آوردن سهیه در مواد ۵۰ متر و ۱۰۰ متر شنای آزاد را دارد. ایکی که در دوره‌ای بهترین شناگر زن ژاپن بود، در ۱۷ سالگی توانست رتبه پنجم المپیک ۲۰۱۶ را بدست آورد. او قبل از ابتلا به سرطان در مسابقات بین‌المللی افتخاراتی را کسب کرده بود. این شناگر ژاپنی گفت که بعد از ابتلا به سرطان فقط امیدوار بود که بتواند برای المپیک ۲۰۲۴ پاریس تمرین کند.